# 2 هـ
2 هـ هي سنة في التقويم الهجري امتدت مقابلةً في التقويم الميلادي سنتي 623 و624.

## أحداث
- 17 رمضان - غزوة بدر بين المسلمين وكفار قريش.
- زواج فاطمة بنت محمد من علي بن ابي طالب في ذي الحجة.
- غزوة الأبواء أو ودان
- غزوة بواط
- غزوة بدر الأولى سفوان
- غزوة العشيرة
- سرية نخلة
- فرض الجهاد
- تحويل القبلة
- سرية قتل عصماء بنت مروان
- مؤامرة لاغتيال الرسول من عمير بن وهب الجمحي
- سرية سالم بن عمير
- غزوة بني قينقاع
- غزوة السويق

## مواليد
- مروان بن الحكم
- سعيد بن العاص
- المسور بن مخرمة

## وفيات
- رقية بنت محمد.[5][6]
- طالب بن أبي طالب.[7]
- عثمان بن مظعون.
- أبو البختري بن هاشم
- حارثة بن سراقة
- حنظلة بن أبي سفيان
- زمعة بن الأسود
- شيبة بن ربيعة
- يزيد بن الحارث
- حارثة بن سراقة
- عاقل بن البكير الليثي الكناني
- عمير بن أبي وقاص
- يزيد بن الحارث
- أبو جهل
- منبه بن الحجاج
- نبيه بن الحجاج
- العاص بن منبه
- عبيدة بن الحارث
- مخيريق
- صفوان بن بيضاء
- مهجع بن صالح
- ذو الشمالين بن عبد عمرو
- سعيد بن العاص بن أمية
- عاقل بن البكير
- عتبة بن ربيعة
- أبو قيس بن الوليد بن المغيرة
- عقبة بن أبي معيط
- عبيدة بن سعيد بن العاص
- الأسود بن عبد الأسد
- سعد بن خيثمة
- مبشر بن عبد المنذر
- عمير بن الحمام
- رافع بن المعلى
- معوذ بن الحارث
- عوف بن الحارث
- أمية بن خلف
- طعيمة بن عدي
- النضر بن الحارث
- عمرو بن الحضرمي
- المطعم بن عدي